# Martins Licis
Martins Licis, né le 28 septembre 1990 à Riga, est un homme fort professionnel letton-américain, notamment connu pour avoir remporté la compétition de L'homme le plus fort du monde 2019, s'être classé deuxième et troisième à l'Arnold Strongman Classic et avoir remporté la première compétition Rogue Invitational Strongman.

## Biographie
Martins Licis naît le 28 septembre 1990 à Riga. Il possède la double nationalité lettone et américaine, et parle couramment le letton. Il représente les États-Unis en compétition, ayant déménagé là-bas avec sa famille à l'âge de quatre ans. Il grandit à Amherst dans le Massachusetts. Pendant les étés, il se rend à la ferme de ses grands-parents en Lettonie, où il est initié à l'haltérophilie par son grand-père Imants Līcis, un sculpteur qui autrefois participait à des compétitions d'haltérophilie olympique.
En 2010, Martins Licis déménage en Californie avec son ami Mikel Monleon. Martins Licis finit par trouver un emploi d'entraîneur personnel à West Hollywood, et découvre ensuite le Odd Haugen All-American Strength Classic. Grâce à cela, Haugen l'invite à s'entraîner dans sa salle de sport, mais ne le laisse participer à la Strength Classic que trois ans plus tard, en 2015.

### Carrière
En 2015, Martins Licis se classe premier au Odd Haugen All-American Strength Classic. En 2016, Martins Licis atteint les finales de L'Homme le plus fort au monde pour la première fois et se classe sixième. Il se classe quatrième lors des finales de l'homme le plus fort du monde en 2017 et 2018. Outre Strongman, Martins Licis participe également à des compétitions de mas-wrestling, une variante de la lutte avec bâton. Il  remporte la médaille d'or lors des championnats du monde ouverts de lutte MAS 2016 à Columbus Ohio, en battant le précédent champion VIktor Kolibabchuk . Le premier triomphe professionnel de Martins Licis a lieu en 2017 lors de l'Ultimate Strongmania Summermania, remportant la compétition en représentant son pays d'origine, la Lettonie.
En 2019, Martins Licis arrive deuxième lors de l'Arnold Strongman Classic, se plaçant derrière l'actuel et triple champion Hafþór Júlíus Björnsson. En juin de la même année, il remporte son premier titre d'homme le plus fort du monde, battant le champion en titre Björnsson, qui termine troisième après avoir souffert d'une déchirure de l'aponévrose plantaire du pied gauche pendant les éliminatoires, ce qui le gêne considérablement en finale. Martins Licis se classe également devant Mateusz Kieliszkowski qui se classe deuxième, et Brian Shaw, 4 fois vainqueur de l'homme le plus fort du monde, qui se classé sixième, récupérant toujours sa blessure aux ischio-jambiers contractée lors de l'Arnold Strongman Classic plus tôt en mars de la même année. Martins Licis domine la finale, en terminant dans les trois premiers dans les cinq disciplines, et en remportant carrément deux épreuves.
Le 18 janvier 2020, Martins Licis remporte l'Arnold Strongman Santa Monica Qualifier, battant Brian Shaw d'un point. Il obtient ainsi une place pour participer à l'Arnold Strongman Classic à Columbus, Ohio, le 8 mars. Lors de l'Arnold Strongman Classic, Martins Licis termine 3ème, derrière le vainqueur Björnsson et le second Kieliszkowski.
En mai 2020, Martins Licis apparaît dans l'émission Game On! en tant qu'obstacle, engageant les concurrents dans un concours de force,.
En août 2020, Martins Licis apparaît dans un épisode de To Tell The Truth avec deux autres personnes qui prétendent toutes être l'homme le plus fort du monde en titre.
En mars 2021, Martins Licis apparaît dans une publicité Geico intitulée "Worlds Strongest Man Takes On The Recycling".
Martins Licis passe la majeure partie de la saison d'hommes forts 2020 et 2021 en convalescence, son ultime retour ayant lieu fin octobre à la toute première compétition d'hommes forts Rogue Invitational, qui se targue de la plus grosse bourse de l'histoire des compétitions d'hommes forts, avec quatre champions WSM en lice,. Martins Licis bat Tom Stoltman et Oleksii Novikov pour remporter la compétition et un premier prix de 133 685 $. Le lendemain, il établit un nouveau record dans l'épreuve du marteau de Thor en soulevant un marteau de 136 kilogrammes (300 livres).